# Cellula ciliata
Le cellule ciliate o cellule capellute sono un tipo di cellule presenti nell'orecchio interno che fungono da recettori sensoriali.
Hanno il ruolo di trasduttori meccano-elettrici: rilevano i suoni ed i movimenti della testa, che sono stati trasformati in movimenti meccanici e poi in impulsi elettrici da mandare al sistema nervoso centrale per dare origine ai processi uditivi e di controllo dell'equilibrio.
Il loro nome è dovuto alla presenza, nella parte apicale della cellula, di una serie di particolari microvilli chiamati stereociglia. Le stereociglia sono disposte in file di lunghezze decrescenti a formare una struttura simile a quella delle canne di un organo. Le stereociglia si raggruppano in un ciuffo ciliare di 40-100 ciglia al polo endoluminale delle cellule ciliate vestibolari.
Le cellule ciliate possono essere distinte in cocleari o vestibolari, a seconda che esse si trovino rispettivamente nella coclea o nel vestibolo.

## Cellule ciliate cocleari
Le cellule ciliate cocleari, nei mammiferi, si trovano nell'organo del Corti, in particolare nella membrana basilare. Esistono due tipi di cellule ciliate, quelle interne (inner hair cells, IHCs) e quelle esterne (outer hair cells, OHCs). Prendono il loro nome a seconda della posizione più o meno centrata a livello della coclea.
Le cellule ciliate esterne sono separate dalle cellule ciliate interne da cellule di supporto, chiamate cellule a pilastro, che formano il tunnel del Corti. Le cellule a pilastro hanno anche la funzione di stabilizzare le cellule ciliate interne, mentre le cellule ciliate esterne sono mantenute in posizione dalle cellule di Deiter.
Le cellule ciliate interne sono le responsabili della trasmissione delle informazioni acustiche al sistema nervoso centrale tramite le fibre nervose afferenti, mentre le cellule ciliate esterne operano in parallelo a quelle interne con un'attività di amplificazione meccanica.
Le cellule ciliate interne sono contattate da numerose strutture nervose afferenti, chiamate  sinapsi a bottone, le quali mandano le informazioni del suono, trasdotto dalle cellule ciliate, al cervello. Ogni fibra afferente innerva una sola cellula ciliata interna. Al contrario le cellule ciliate esterne, proprio per il loro ruolo di modulatori del segnale meccano-elettrico, ricevono principalmente connessioni nervose di tipo efferente.

## Cellule ciliate vestibolari
Le cellule ciliate vestibolari, nei mammiferi, si trovano nell'utricolo, nel sacculo e nei tre canali semicircolari, in specifiche regioni chiamate epiteli sensoriali. Nell'utricolo e nel sacculo l'epitelio sensoriale è costituito dalle due macule otolitiche (utricolare e sacculare), mentre nei canali semicircolari è costituito dalle tre creste ampollari. Negli epiteli sensoriali sono presenti due tipi di cellule ciliate vestibolari, dette di tipo 1 e di tipo 2. Le cellule ciliate di tipo 1 differiscono da quelle di tipo 2 per diverse caratteristiche, quali la forma, l'innervazione afferente e i canali ionici presenti.
La forma delle cellule ciliate di tipo 1 è quella tipica ad anfora, ossia con un restringimento a livello del collo, mentre le cellule ciliate di tipo 2 hanno una forma cilindrica. L'innervazione afferente delle cellule ciliate di tipo 1 è costituita da una struttura nervosa, chiamata calice, che la avvolge quasi completamente e che a sua volta è contattata dalle terminazioni nervose delle fibre efferenti. Le cellule ciliate di tipo 2 sono invece contattate da numerosi terminali nervosi a bottone, sia afferenti che efferenti.
Entrambi i tipi di cellule, una volta danneggiate non possono essere rigenerate, in quanto nell'epitelio sensoriale adulto non sono presenti cellule staminali che ne permettano la ricrescita.

## Meccano-trasduzione

La meccano-trasduzione in una cellula ciliata

Il processo tramite il quale le cellule ciliate, cocleari e vestibolari, convertono il movimento della testa o l'arrivo di un suono in un segnale elettrico è conosciuto come trasduzione meccano-elettrica. È sufficiente una deflessione di pochi nanometri del ciuffo ciliare per iniziare il processo di meccano-trasduzione. La flessione delle stereociglia verso il chinociglio (cellule ciliate vestibolari) o dello stereociglio più alto (cellule ciliate cocleari), detta flessione eccitatoria, determina lo stiramento dei tip-links. I tip-links sono delle strutture elastiche che legano lo stereociglio più alto al canale di meccano-trasduzione (MET) posizionato sullo stereociglio più basso. In caso di flessione eccitatoria, i tip-links si tendono e trasmettono questa tensione ai canali di meccano-trasduzione aumentandone la probabilità di apertura e il conseguente afflusso di ioni Ca2+ e K+ dall'endolinfa verso l'interno della cellula. Nel caso in cui la flessione sia in senso opposto (verso lo stereociglio più basso) i canali si chiudono e si ha un'iperpolarizzazione della cellula ciliata per il mancato passaggio degli ioni al suo interno.
I canali coinvolti nel processo di meccano-trasduzione presentano caratteristiche diverse rispetto ad altri tipi di canali ionici conosciuti e quindi non se ne conosce ancora la natura.
L'ingresso degli ioni Ca2+ e K+ determina la depolarizzazione della cellula e il conseguente rilascio Ca2+-dipendente del neurotrasmettitore glutammato dal polo basale (elemento pre-sinaptico) nello spazio sinaptico. Il glutammato liberato si lega a livello post-sinaptico favorendo l'afflusso transitorio di cationi (corrente eccitatoria post-sinaptica, EPSC) che depolarizza la membrana afferente (potenziale eccitatorio post-sinaptico, EPSP). I potenziali eccitatori post-sinaptici eccitano i canali del sodio (Na+) voltaggio-dipendenti sulla membrana della fibra afferente, innescando i potenziali d'azione (spikes). I potenziali d'azione si propagano lungo il processo mielinizzato afferente, attraverso i corpi cellulari bipolari localizzati nel ganglio e, attraverso i sistemi afferenti centrali, giungono ai secondi neuroni presenti nel tronco encefalico e nel cervelletto.

## Rigenerazione
La ricerca sulla rigenerazione delle cellule cocleari può portare a trattamenti medici che ripristinano l'udito. A differenza degli uccelli e dei pesci, gli esseri umani e gli altri mammiferi sono incapaci di rigenerare le cellule dell'orecchio interno che convertono il suono in segnali neurali quando queste cellule sono danneggiate dall'età o dalle malattie. I ricercatori stanno facendo progressi nella terapia genica e nella terapia con cellule staminali che potrebbero consentire la rigenerazione delle cellule danneggiate. Poiché è stato scoperto che le cellule ciliate dei sistemi uditivo e vestibolare negli uccelli e nei pesci si rigenerano, la loro capacità è stata studiata a lungo. Inoltre è stato dimostrato che le cellule ciliate della linea laterale, che hanno una funzione di meccano-trasduzione, ricrescono in organismi come lo zebrafish.
I ricercatori hanno identificato un gene di mammifero che normalmente agisce come un interruttore molecolare per bloccare la ricrescita delle cellule ciliate cocleari negli adulti. Il gene Rb1 codifica per la proteina del retinoblastoma, che è un soppressore del tumore. Rb impedisce alle cellule di dividersi favorendo la loro uscita dal ciclo cellulare. Non solo le cellule ciliate in una piastra di coltura si rigenerano quando il gene Rb1 viene eliminato, ma nei topi allevati per non avere il gene crescono più cellule ciliate rispetto ai topi di controllo che hanno il gene. Inoltre è stato dimostrato che la proteina sonic hedgehog blocca l'attività della proteina del retinoblastoma, inducendo così il rientro nel ciclo cellulare e la ricrescita di nuove cellule.
È stato anche scoperto che l'inibitore del ciclo cellulare p27kip1 (CDKN1B) incoraggia la rigenerazione delle cellule ciliate cocleari nei topi a seguito di delezione genetica o abbattimento con siRNA mirato a p27. Le cellule staminali LGR5+ve sono state individuate come precursori delle cellule ciliate sensoriali che rivestono la coclea. Infine in uno studio effettuato sullo zebrafish e volto ad esaminare il movimento di proteine all'interno di cellule dell'orecchio vivo mediante l'ausilio di un microscopio confocale si è visto che il danno alle cellule ciliate può essere invertito se si è in grado di riparare o ricreare proteine delle stereociglia e che risulta quindi fondamentale mantenere la loro integrità. Infatti l'actina e la miosina, due proteine importanti per la locomozione cellulare, si muovono molto rapidamente all'interno delle stereociglia. In particolare, la fascina 2b, una proteina coinvolta nel cross-linking dell'actina, si muove ancora più velocemente. Il rapido movimento complessivo risultante delle proteine all'interno delle stereociglia delle cellule ciliate, insieme alla loro sostituzione e al riadattamento, aiuta quindi a riparare i danneggiamenti. La ricerca sulla rigenerazione delle cellule ciliate potrebbe avvicinarci quindi al trattamento clinico per la perdita dell'udito umana causata da danni o morte delle cellule ciliate.